# Мухаммед Мустафа Меро
Мухаммед Мустафа Меро (араб. محمد مصطفى ميرو‏‎; 1941 — 22 декабря 2020) — сирийский политический деятель, премьер-министр Сирии (2000—2003).

## Биография
Родился в 1941 году в Эт-Талле, недалеко от Дамаска, в суннитской крестьянской семье. Окончил Университет Дамаска. Получил степень кандидата наук по арабскому языку и литературе в МГУ.
Член партии Баас с 1966 года. Был членом Арабского учительского союза и его генеральным секретарём по культурным вопросам. При Хафезе Асаде был губернатором ряда мухафаз: Даръа (1980—1986), Эль-Хасака (1976—1993), Алеппо (1993—2000).
Нзадолго до смерти президента Хафеза Асада был назначен премьер-министром для проведения экономических реформ и борьбы с коррупцией. Новый президент, Башар Асад, оставил его в должности. В 2003 году Меро подал в отставку.
Скончался 22 декабря 2020 года от COVID-19 в Эт-Талле во время пандемии COVID-19 в Сирии в возрасте 79 лет.